# Oliver Sheppard
Oliver Sheppard (* 10. April 1865 in Cookstown, County Tyrone, Irland; † 14. September 1941 in Dublin, Irland) war ein irischer Bildhauer.

## Familie
Oliver Sheppard wurde als eines von fünf Kindern (vier Söhne, eine Tochter) des Bildhauers Simpson Sheppard (1834–1908) und dessen Frau Ellen Sheppard, geb. White, geboren. Der Vater war als Bildhauer auf die Ausarbeitung von Marmor-Intarsien spezialisiert, insbesondere als Mosaike auf Schornsteinen.
Beide Eltern waren protestantischer Herkunft. Simpson Sheppard zog 1863 nach Dublin, um dort am Lower Ormond Quay zu arbeiten. 1869 holte er seine Familie nach und errichtete sein Geschäft in der Blessington Street 72. 1884 zogen sie in den Stadtteil Drumcondra um. Einer von Oliver Sheppards Brüdern, Reuben, wurde ebenfalls Bildhauer.

## Ausbildung
Sheppard erlernte die Bildhauerei in einem Handwerksbetrieb. 1874 und 1876 erhielt er im Zeichnen Befähigungsnachweise des Science and Art Department  in London, das den Zugang zu Kunstausbildungen im Vereinigten Königreich kontrollierte.
Im Herbst 1884 schrieb er sich in Dublin als „Handwerker“ bei der Metropolitan School of Art, dem späteren National College of Art and Design, in der Kildare Street ein. Dort traf er William Butler Yeats und George William Russell, was seine späteren Werke beeinflussen sollte. Er studierte die Arbeit an realistischen Zeichnungen und Skulpturen und gewann 1885 ein Freistudium für drei weitere Studienjahre.
Gleichzeitig, von 1885 bis 1888, studierte er an der Royal Hibernian Academy (RHA) in der Abbey Street. An beiden Schulen gewann er Auszeichnungen. Seine Studien mündeten in einem Stipendium an der National Art Training School in London (1896 in Royal College of Art umbenannt), wo er von 1888 bis 1891 tätig war. Sheppard studierte auch am Victoria and Albert Museum sowie am Britischen Museum in London, wo er für seine Arbeiten 1889 eine Silbermedaille und 1890 eine Bronzemedaille gewann.
Während seiner Zeit in London wohnte Sheppard in Fulham. Sein Lehrmeister war der französische Bildhauer Edouard Lantéri (1848–1917), der ihn bei der Entwicklung seines naturalistischen Stils wesentlich beeinflusste. Zwischen 1890 und 1891 wurde er dessen Assistent. Nachdem er bereits 1885 gemeinsam mit seinem Vater auf der Dubliner Handwerksausstellung (Dublin Artisan’s Exhibition) in der George’s Street Werke präsentiert hatte und 1886 eine Ausstellung an der RHA erhalten hatte, konnte er 1891 erstmals an der Royal Academy of Arts in London ausstellen.
Nachdem Sheppard im Sommer 1891 auf einer Reise nach Italien, die ihn bis nach Neapel führte, Skulpturen der Renaissance kennen gelernt hatte, ging er im Oktober desselben Jahres nach Paris, wo er an der Académie Julian und der Académie Colarossi studierte. Er untersuchte hier die Skulpturen der französischen Gotik und Renaissance sowie Beispiele der Medaillenkunst des 19. Jahrhunderts.

## Erste Erfolge
Von Dezember 1892 bis Juli 1893 war Sheppard Lehrer für Bildhauerei an der Leicester School of Art und ab 1894 an der Nottingham School of Art. In Nottingham kam er in Kontakt mit der Tochter eines einflussreichen örtlichen Geschäftsmannes, Rosalie Good (1868–1931). Er heiratete sie am 16. Juli 1901.
Die Sheppards waren häufig in Staithes, einem Fischerdorf an der Küste von Yorkshire, zu Gast, wo sich eine Künstlerkolonie gebildet hatte. Er stellte gelegentlich Werke in der Nottingham Society of Arts aus. Künstlerischer Höhepunkt seiner Zeit in Nottingham war jedoch der Auftrag der W. S. Holbrook Stiftung, eine Büste des Dichters Henry Kirke White für das Nottingham Castle Museum auszuarbeiten. Damit hatte er 1902 seine erste öffentliche Skulptur geschaffen.
Sheppard hatte in Nottingham bereits 1895 damit begonnen, nicht nur Büsten, sondern ganze Figuren und Figurengruppen zu modellieren. Hier beeinflusste ihn die Bewegung des Irish Revival, die in der Poesie, Prosa und Malerei unter anderem von William Butler Yeats, dessen Bruder Jack und Russell ihren Ausdruck fand. Von den Yeats-Brüdern inspiriert, schuf Sheppard seine Skulptur Oisín und Niamh, mit der er erstmals Figuren der keltischen Mythologie darstellte und 1895 den Albert-Preis der Royal Hibernian Academy gewann. 1897 folgte Die Ausbildung des Cuchulainn, 1899 Finn Foya und 1900 Das Schicksal der Kinder des Lir, mit dem er auf die irische Legende Oidheadh Chlainne Lir (deutsch: Die Geschichte der Kinder Lirs) Bezug nahm. 1901 schuf er mit Inis Fáil eine weitere Skulptur.
Diese Skulpturenreihe begründete Sheppards Reputation als Künstler. Durch seinen Schüler William Pearse lernte er dessen Bruder Patrick Pearse kennen, der seine Arbeiten bewunderte. Sheppard selbst hatte sich bereits als Student in den 1880er Jahren für die von Charles Stewart Parnell gegründete Irish Parliamentary Party engagiert, die für die Home Rule und für ein selbstbestimmtes irisches Parlament eintrat. Obwohl er selbst Protestant war, setzte er sich für die Unabhängigkeit Irlands ein und verstand seine Kunst als seinen Beitrag zur republikanischen Politik.

## Durchbruch als Künstler
1902 kehrte Sheppard mit seiner Frau nach Dublin zurück und wurde zunächst Dozent und schließlich 1904 Professor an der Royal Hibernian Academy. Er kaufte das Haus Pembroke Road 30, wo er sich in einem Stall ein Atelier einrichtete. Er bekam weitere Aufträge für Büsten, Preismedaillen und Porträttafeln.
Dann erhielt er von der Stadt Wexford den Auftrag für eines seiner berühmtesten Werke: The Pikeman erinnert an den irischen Aufstand der United Irishmen im Jahr 1798 in Wexford und stellt einen Rebellen mit seiner in diesem Krieg typischen Waffe dar, einer Pike. Das Bronze-Denkmal wurde 1905 am Bullring in Wexford in Gegenwart von rund 30.000 Menschen enthüllt und ist bis heute ein Wahrzeichen der Stadt.
Der nächste Auftrag dieser Art folgte, als die Stadt Enniscorthy 1907 ebenfalls ein Denkmal für den Aufstand von 1798 bestellte. 1908 wurde es am Market Square in Enniscorthy enthüllt. Es zeigt Father Murphy, einen der Anführer der Rebellion, der einem Rebellen den Weg weist.
1909 schuf Sheppard für die National Literary Society die Büste des Dichters James Clarence Mangan, die im Dubliner Park St. Stephen’s Green aufgestellt ist.
Sein bekanntestes Werk gelang ihm in den Jahren 1911 bis 1912: Der Tod des Cuchulainn zeigt die Szene, wie der übermächtige Held der irischen Mythologie, an einen Baum gefesselt, gegen seine Gegner kämpft. Diese Bronze-Statue wurde 1935, als Reminiszenz an den Osteraufstand 1916, im Hauptpostamt von Dublin, dem damaligen Hauptquartier der Rebellen, aufgestellt.
1908 hatte Sheppard ein zweites Haus als Sommerwohnsitz erworben, in Knockranny, an der Carrickbrack Road auf der Halbinsel Howth Head. Am 12. Juli 1909 wurde sein einziges Kind, die Tochter Cathleen, geboren. Sie blieb bis zu seinem Tod bei ihm.

## Mitgliedschaften und Internationale Ausstellungen
Sheppard wurde 1905 Gründungsmitglied der Royal Society of British Sculptors, Mitglied der Gaelic Society at the School of Art (1905), der Union International des Beaux Arts et des Lettres in Paris (1907), der Irish Georgian Society (1909) und der Zoological Society of Ireland (1924). Gemeinsam mit seinem Bruder John war er Mitglied im Portmanock Golf Club.
Neben vielen Ausstellungen in ganz Irland stellte Sheppard auch immer wieder Werke im Ausland aus, wie zum Beispiel 1909 bei der International Fine Art Exhibition in Rom, 1922 bei der Exposition d’Art Irlandais in Paris, der Exposition et Concours d‘Art in Paris 1924 und der British Empire Exhibition in Glasgow 1938. Eine Kopie seines Tod des Cuchulainn zeigte er 1939 bei der Weltausstellung in New York.

## Teilnehmer bei Olympischen Spielen
Pierre de Coubertin hatte bei seiner Wiederbelebung der Olympischen Spiele den Gedanken, nicht nur körperliche Höchstleistungen zu honorieren, sondern auch eine Verbindung zur Kunst zu schaffen. So gab es zwischen 1912 und 1952 acht Olympische Spiele, bei denen auch künstlerische Wettbewerbe ausgetragen wurden.
Nachdem Irland nach seiner Unabhängigkeit 1922 ein eigenes Nationales Olympisches Komitee gegründet hatte, nahm Oliver Sheppard 1924 und 1928 an den Wettbewerben teil. Bei den Spielen 1924 in Paris zeigte er in der Disziplin „Bildhauerkunst/Plastiken“ im Grand Palais des Champs-Elysées sein Werk Medals, mit dem er jedoch im Feld von 68 Teilnehmern aus 15 Ländern, die zum Teil mit mehreren Kunstwerken angetreten waren, keine Chance auf den Sieg hatte.
Bei den Spielen 1928 in Amsterdam vertrat er unter 78 Teilnehmern aus 13 Ländern die irischen Farben erneut in der Disziplin „Bildhauerkunst/Plastiken“, blieb aber bei der Ausstellung im Stedelijk Museum mit seinem Werk The Bather wiederum unter ferner liefen.

## Spätwerk
Für die ersten Aonach Tailteann, die in Irland als nationaler Sportwettbewerb, analog zu den Olympischen Spielen, aus einer Tradition der keltischen Antike heraus wiederbelebt worden waren, entwarf Sheppard 1924 die Medaillen. Für eine Galerie bedeutender irischer Politiker schuf er posthume Büsten von Kevin O’Higgins (1932), Patrick Pearse (1936) und Cathal Brugha (1939).
Sheppard starb in Knockranny und wurde auf dem Old St. Fintan’s Cemetery in Sutton begraben.

## Fotogalerie

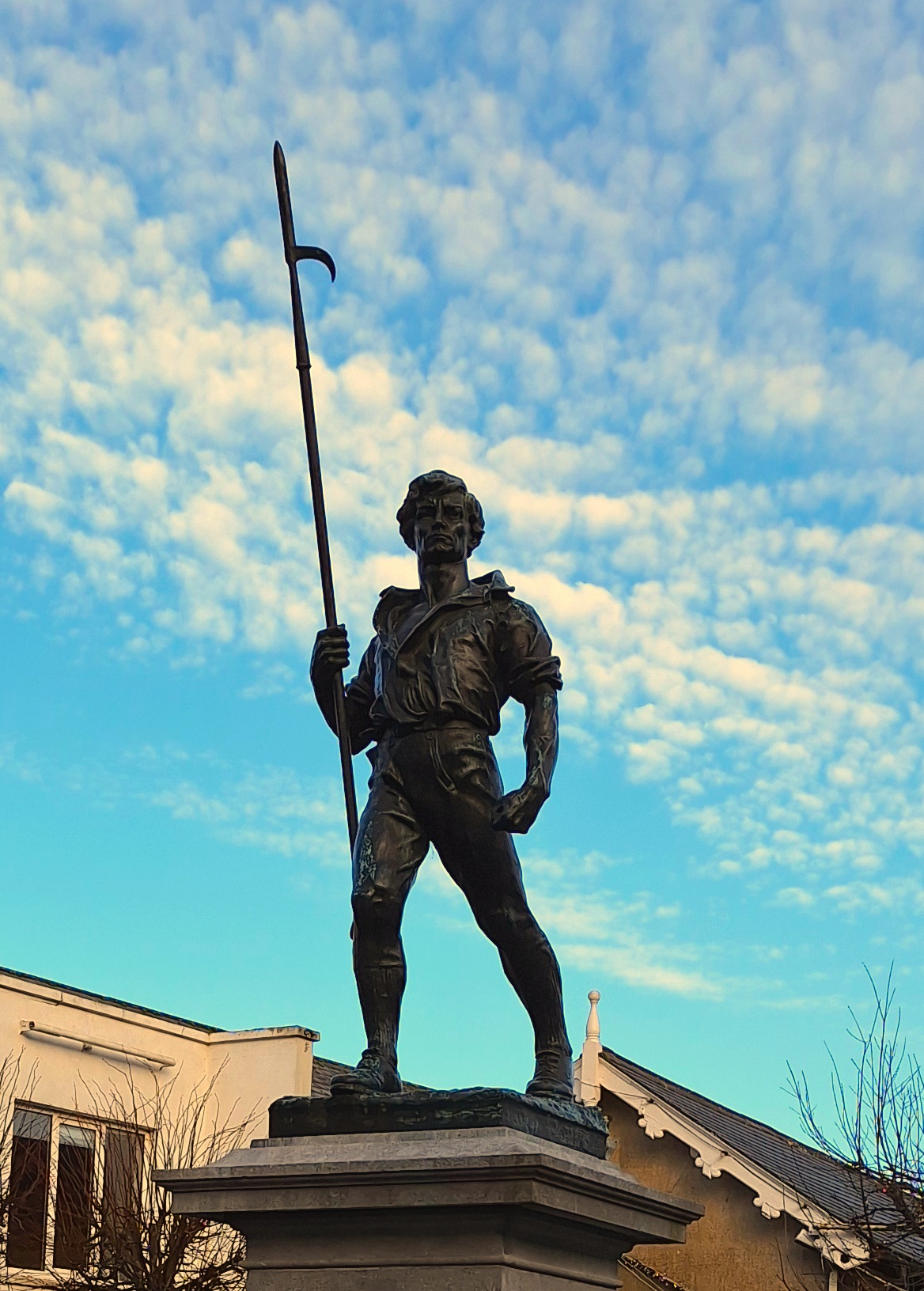
The 1798 Wexford Pikeman, 1905, Wexford (Bullring)
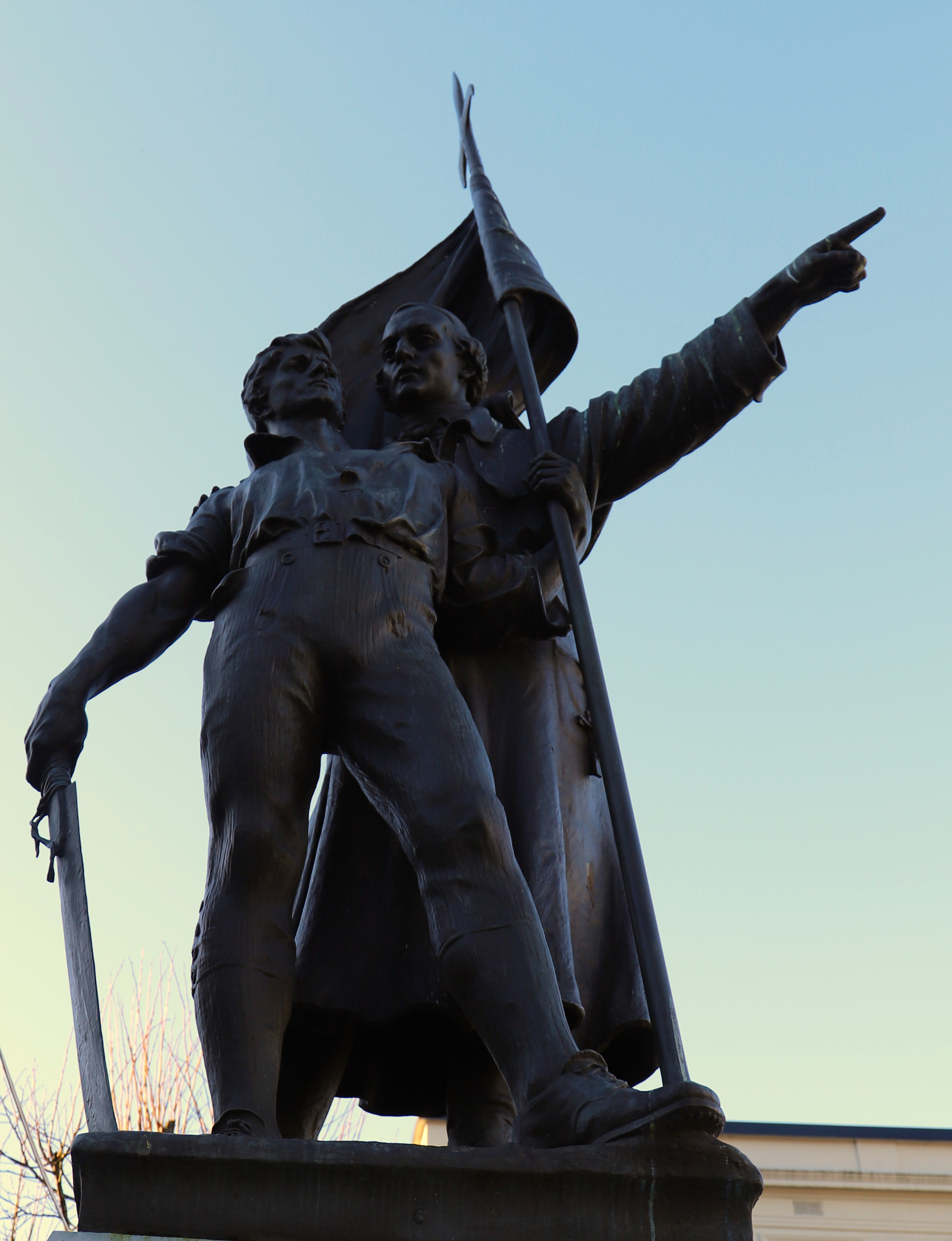
1798 Monument, 1908, Enniscorthy (Market Square)
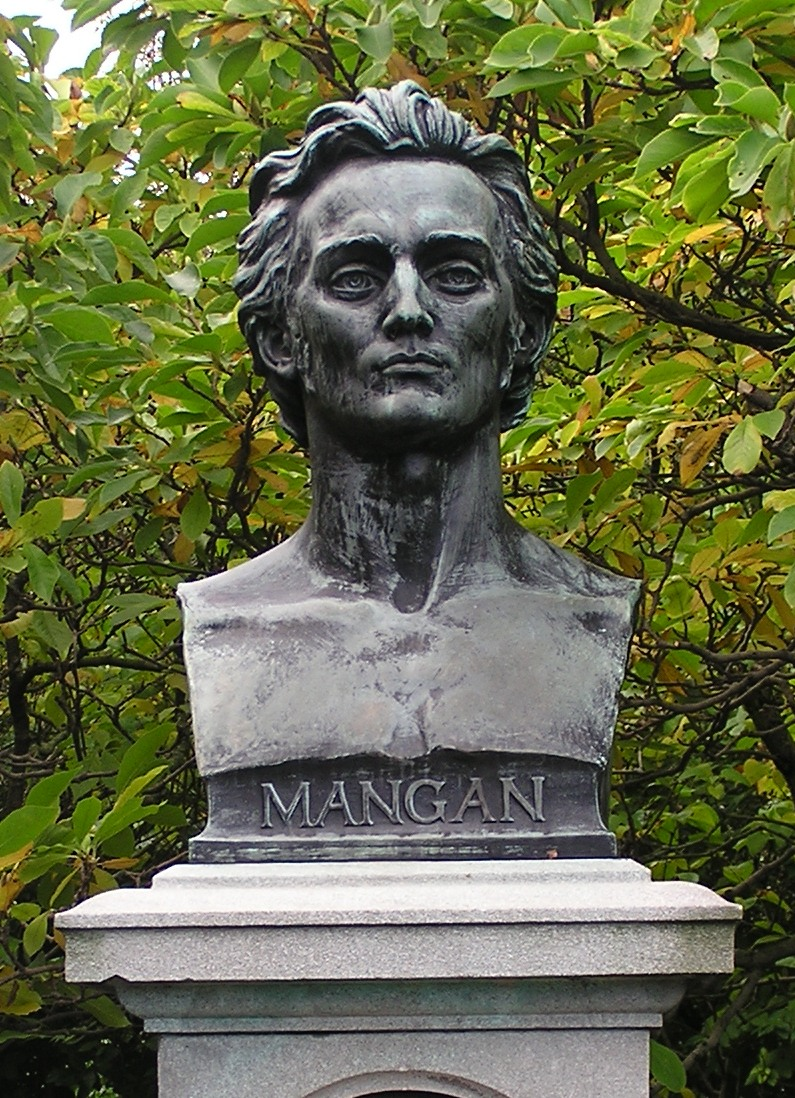
Mangan-Büste, 1909, Dublin (St. Stephen’s Green)
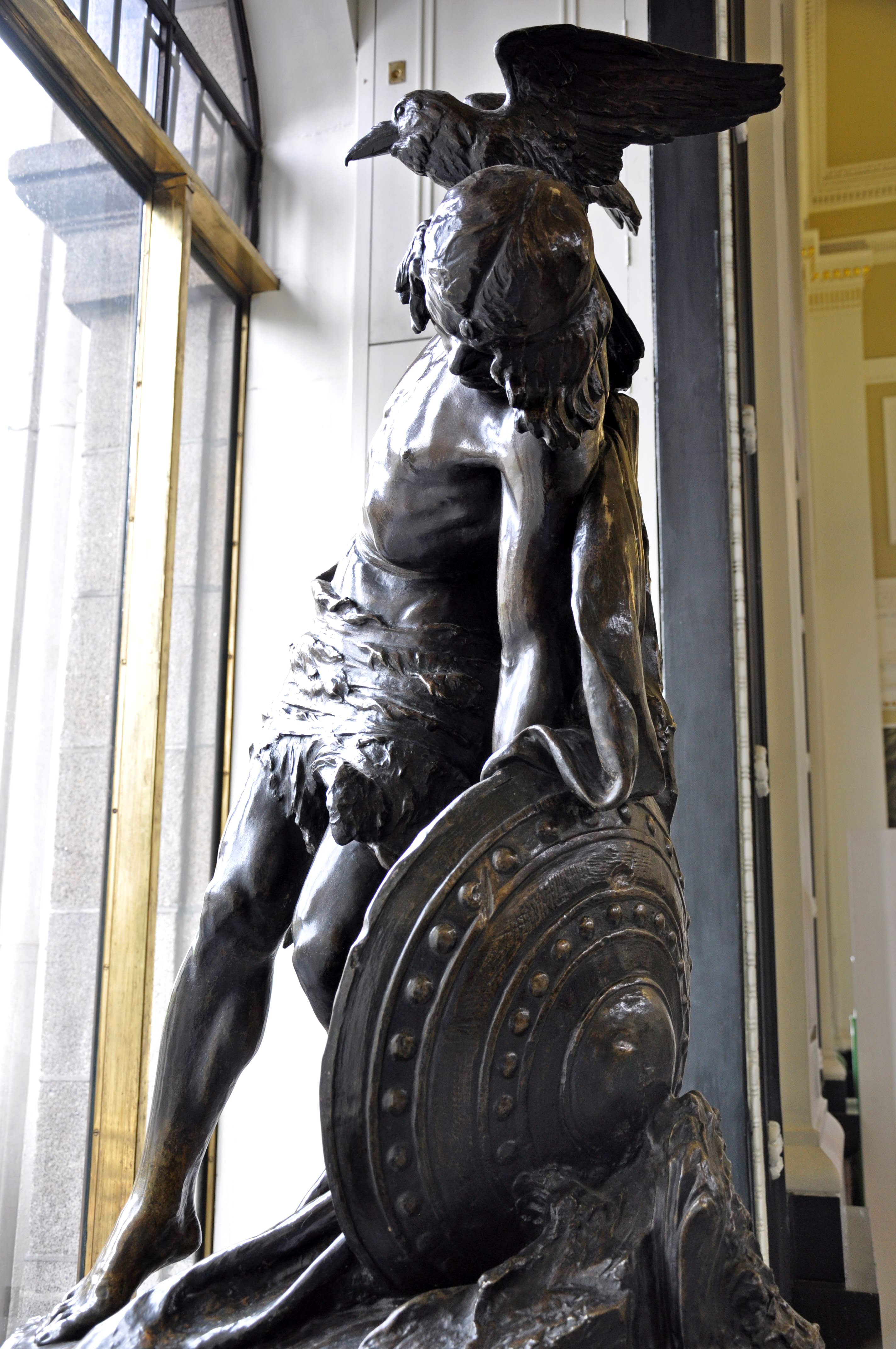
Der Tod des Cúchulainn, 1912 (seit 1935 in Dublin, GPO)
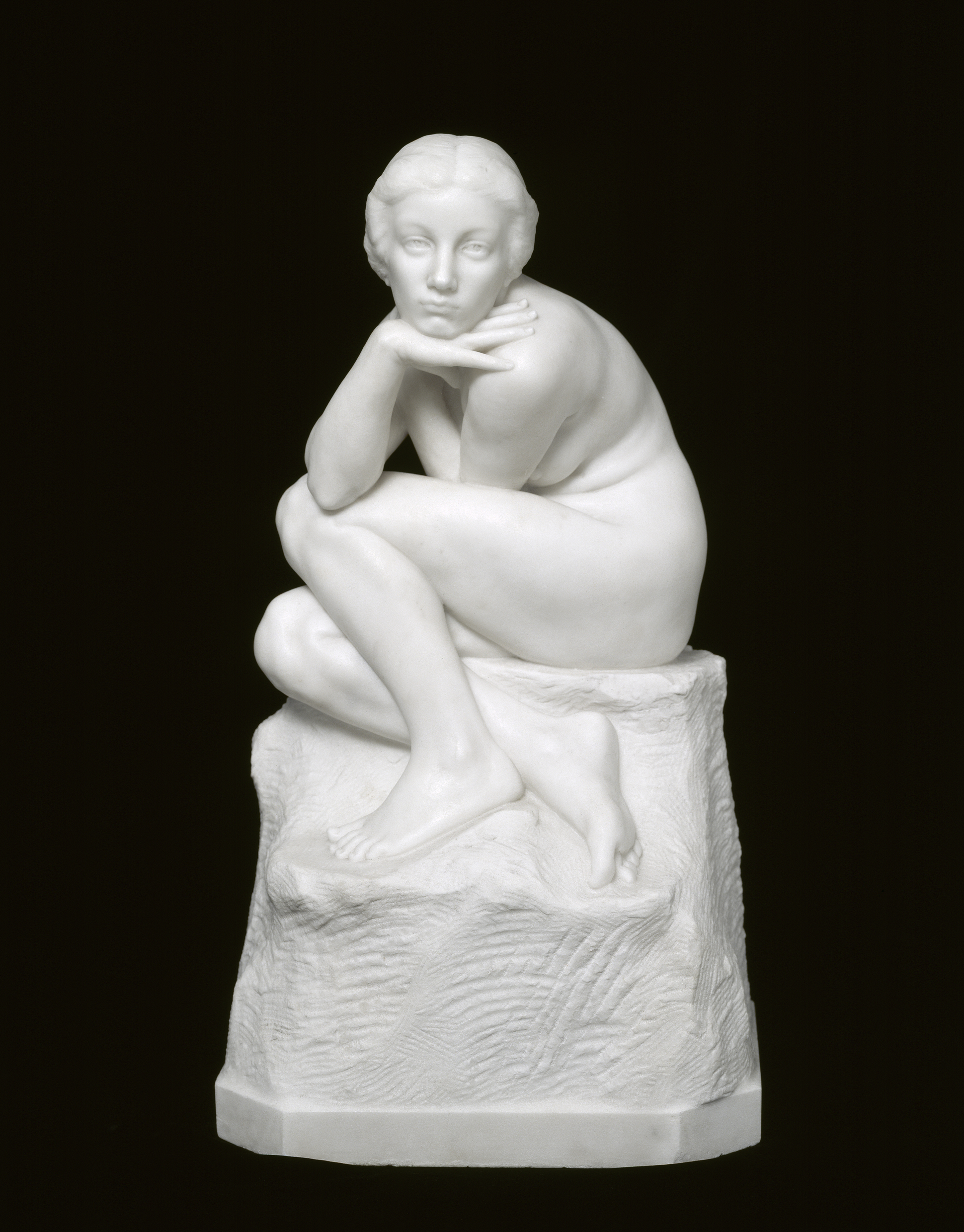
In Mystery the Soul Abides, 1913 (seit 1942 in Dublin, National Gallery of Ireland)
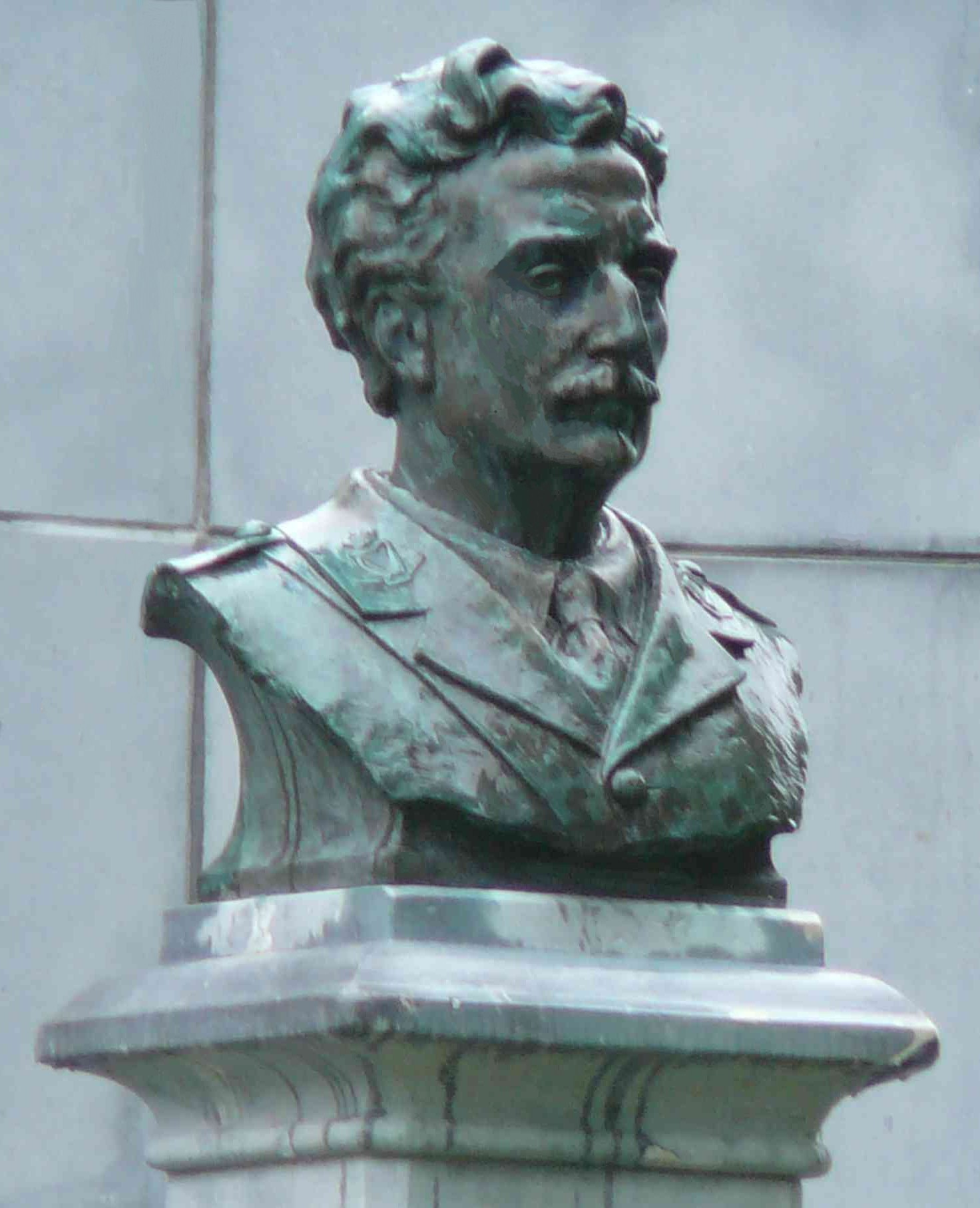
Major William Redmond, 1920 (seit 1931 in Wexford Town, Redmond Memorial Park)